# Motherwell
Motherwell é uma cidade da Escócia, localizada na área de North Lanarkshire, perto da cidade de Glasgow. A cidade é a casa do time de futebol Motherwell Football Club que tem como campo o Fir Park.